# Bohémond VII de Tripoli
Pour les articles homonymes, voir Bohémond.
Bohémond VII de Poitiers, mort le 19 octobre 1287, comte de Tripoli (1275-1287) et prince titulaire d'Antioche, fils de Bohémond VI d'Antioche et de Sibylle d'Arménie.
Durant la minorité de Bohémond, la régence fut assurée par Sibylle, bien qu'elle soit revendiquée sans succès par Hugues III de Chypre, le parent mâle le plus proche. Tripoli était alors très agitée et divisée entre plusieurs factions ; de 1277 à 1282 Bohémond luttait contre l'Ordre du Temple, et fit la paix avec le mamelouk bahrite Qala'ûn, le successeur de Baybars et les Vénitiens qu'il exempta des taxes portuaires. En 1282, il défit les seigneurs du Gibelet, pro-génois et rebelles.
Il épousa à Naples le 2 janvier 1278 Marguerite de Brienne, également dite d'Acre, petite fille de Jean de Brienne, mais n'eut pas d'enfant. Cette dernière est morte le 9 avril 1328, et fut inhumée à l'abbaye de Maubuisson.
Sources :
- René Grousset, L'Empire du Levant : Histoire de la Question d'Orient, Paris, Payot, coll. « Bibliothèque historique », 1949 (réimpr. 1979), 648 p. (ISBN 978-2-228-12530-7)